# Apatophysis vartianae
Apatophysis vartianae är en skalbaggsart som beskrevs av Heyrovský 1971. Apatophysis vartianae ingår i släktet Apatophysis och familjen långhorningar.
Artens utbredningsområde är Pakistan. Inga underarter finns listade i Catalogue of Life.